# Aurora Aksnes
Aurora Aksnes   (Stavanger, 15 de juny de 1996) coneguda artísticament com Aurora (escrit AURORA), és una cantant, compositora, ballarina i productora discogràfica noruega. Després que es penjaren algunes de les seues cançons en línia que es feren populars a Noruega, va signar un contracte de gravació amb Petroleum Records, Decca i Glassnote Records el 2014. Va guanyar reconeixement amb el seu EP debut, Running with the Wolves (2015), que contenia el hit "Runaway". Més tard aquell any, va proporcionar la pista de suport per a l'anunci de Nadal de John Lewis, cantant una versió de la cançó d'Oasis "Half the World Away".
L'àlbum d'estudi debut d'Aurora, All My Demons Greeting Me as a Friend (2016) va rebre crítiques generalment positives, es va classificar a diversos països europeus i va obtenir la certificació de platí dues vegades a Noruega. El seu segon EP Infections of a Different Kind (Step 1) (2018) va ser la primera part d'un àlbum de dues parts, la segona part va ser el seu segon àlbum d'estudi, A Different Kind of Human (Step 2) (2019). El seu tercer àlbum d'estudi The Gods We Can Touch va ser llançat el 21 de gener de 2022.
La seua música és principalment electropop, folk i art pop amb veus anomenades "etèries". Al començament de la seua carrera només tocava el piano, però més tard es va dedicar a la percussió i altres aspectes de la producció musical. A més del seu treball en solitari, Aurora ha col·laborat i ha escrit cançons per a altres artistes, com ara Icarus, Askjell, Lena, Travis i The Chemical Brothers. També ha contribuït a les bandes sonores de diverses pel·lícules i sèries de televisió, com Girls, Frozen II i Wolfwalkers.

## Biografia
Aurora Aksnes va néixer el 15 de juny de 1996 a l'Hospital Universitari de Stavanger a Stavanger, és la petita de tres filles de May Britt (de soltera Froastad) i Jan Øystein Aksnes. La seua germana gran, Miranda, és maquilladora i antiga professora. La seua altra germana Viktoria és dissenyadora de moda, estilista i bloguera. Va passar els seus primers tres anys a Høle, una petita ciutat on els seus pares havien viscut durant 15 anys. A la seua casa de Høle, Aurora va desenvolupar el seu gust per la natura, el cant i la roba tradicional, com ara barrets i faldilles llargues. Més tard, la família es va traslladar més al nord, a l'oest de Noruega, a una casa al petit poble de Drange, situada als boscos de les muntanyes d'Os, un municipi remot a Hordaland, prop de Bergen i Lysefjord (un fiord que es tradueix com a fiord de llum). Aurora ha descrit aquest lloc com: "Quasi no hi ha cotxes, i les carreteres són petites i accidentades, i hi ha molts arbres per tot arreu; és molt tranquil i Internet és dolent". També l'ha comparat amb la terra de ficció de Nàrnia.
Es diu "persona del bosc" pel fet d'estar envoltada de natura i el seu amor per "pujar als arbres" i per estar "aïllada i amagada". També ha mostrat interés per l'oceà des que vivia a prop del mar, i els seus pares tenen un veler. Quan va anar a l'escola, les seues germanes —Miranda (actualment la seua maquilladora) i Viktoria Aksnes (actualment la seua dissenyadora de vestuari)— es van preocupar que pogués ser assetjada a causa de la seua personalitat i estil de vestir excèntrics. Contràriament a això, els companys de classe de l'Aurora volien passar més temps amb ella del que estava disposada a donar, i ella preferia passar temps al bosc. També va afirmar que retirar-se als espais naturals li donava temps per filosofar i descobrir el "poder" de la seua pròpia ment. De petita, rebutjava les abraçades i en general no li agradava un gest com aquest: “Acostumava a tenir por de la gent que em volia abraçar”, deia. "No m'agradava que m'abraçaren de petita. I a l'escola solia tenir por d'un dels meus professors, però després el vaig conéixer fa uns mesos i va ser molt agradable. És estrany com canvien les coses".
Un dels seus primers records musicals és trobar un piano elèctric a l'àtic dels seus pares que pertanya a la seua germana Miranda, i quedar fascinada per les melodies que podia produir amb aquest instrument, o cantar la cançó "Don't Worry, Be Happy" al voltant de la taula familiar. Tot i que els seus pares cantaven en un cor com a hobby, Aurora és l'únic membre de la seua família que segueix una carrera musical. Va començar a aprendre a tocar el piano quan tenia sis anys tocant les cançons que escoltava: "M'encanta la música clàssica, i quan vaig trobar aquest piano a l'àtic, vaig començar a prémer les tecles i a intentar esbrinar les meues cançons clàssiques preferides. Vaig començar a fer melodies que reconeixia. Hi havia alguna cosa especial en poder tocar sola, alguna cosa sobre l'emoció que hi havia em va fer voler continuar tocant". Amb nou anys, quan dominava millor la llengua anglesa, va començar a escriure cançons. Ha esmentat haver estat influenciada en aquell moment per artistes com Leonard Cohen, Bob Dylan, Enya i The Chemical Brothers.
Els seus pares mai l'havien animat a seguir aquesta activitat com a carrera o afició, però a mesura que es va fer gran, va passar d'imitar la música clàssica a compondre el seu propi material, mai pensant en fer-ho per entretenir la gent i preferint mantenir la seua música privada. En canvi, aspirava a ser metgessa, física o ballarina, va fer classes de dansa dels 6 als 16 anys i actuava en un grup de dansa contemporània. El grup va participar dues vegades al Festival de la Joventut de Noruega d'Art, ballant amb les cançons "Decode" de Paramore i "Feeling Good" de fons. També van ballar "Ghosts" de Michael Jackson en un esdeveniment l'any 2011. També va expressar que la seua antipatia per la seua pròpia veu era una raó per no pensar en ser cantant.
Segons ella, la primera cançó que va acabar d'escriure es va titular "The Lonely Man". El seu primer treball abans d'emprendre la seua carrera musical va ser rentar una pizzeria amb una mànega. Les cançons dels seus primers treballs van ser escrites en aquesta primera etapa de la seua vida. Una altra de les seues primeres composicions va ser "I Had a Dream", que feia referència a com de dur pot ser el món. Tot i que la considerava una "cançó molt llarga i avorrida sobre la pau mundial", la va interpretar una vegada a la cerimònia de sortida de l'institut. La gravació de la seua cançó "Puppet" (que originalment es va fer com a regal de Nadal per als seus pares) i un vídeo filmat per una companya de classe de la seua actuació a l'escola es van penjar en línia sense el seu permís (la qual cosa la va fer enfadar) i ràpidament va ser descobert per un representant de l'agència Artists Made Management, una empresa de gestió noruega, que la va convidar a visitar la seua oficina per a una reunió a principis de 2013. Aurora va negar inicialment la proposta: "Al principi vaig pensar que no", recorda, "però després la meua mare va dir que hauria de pensar en la idea de compartir la meua música amb el món perquè potser hi ha algú que la necessita desesperadament. I això podria ser una cosa bona". En poques hores, ambdues cançons van rebre milers de visites a Noruega, la qual cosa li va valer un cert reconeixement a Aurora al seu país, a més d'una base de fans a Facebook.

## Vida privada
Aurora viu actualment a Bergen, però viatja regularment a la seua ciutat natal a Os per visitar els seus pares. Es considera una persona introvertida. A una edat primerenca, va experimentar la pèrdua de diversos éssers estimats. Quan una amiga íntima de la seua família va morir la vigília de Nadal, Aurora, d'11 anys, va haver de presenciar tots abatuts al funeral. Aquesta experiència la va portar a desenvolupar una disfèmia, un trastorn que la va impulsar a aprendre llenguatge de signes. Quan una amiga de la seua classe de llengua de signes va morir en un accident de cotxe, va interpretar una cançó inèdita titulada "Why Did You Go a Place?" durant un concert privat per al seu funeral. També es va suïcidar un amic d'Os, i un altre amb qui va mantenir una relació va perdre la vida el 2011 a la massacre d'Utøya amb 17 anys. Aurora va escriure la cançó "Little Boy in the Grass" com a homenatge a aquest últim i les altres víctimes de la massacre.
Aurora s'identifica com a bisexual. Va tenir gats com a mascotes durant la seua infància, i en la seua edat adulta va tenir una bola d'algues que va anomenar "Igor Septimus", que va ser un regal dels seus fans a Suïssa. Segons ella, era una de les seues “millors amigues” i li agradava posar-la a la nevera. Anys des prés, va revelar que havia mort. A finals del 2021, Aurora va anunciar que s'havia convertit en tia quan va néixer el primer fill de la seua germana.